# Anne Veaute
Anne Veaute est une industrielle française dans l'industrie textile du XVIIIe siècle, originaire du Tarn. 

## Biographie
Née en 1717 à Brassac, Anne Veaute épouse un militaire, Jacques Guibal, en 1744. En 1756, à 31 ans, elle s'éloigne de son mari, mais avec quatre enfants à charge, elle n'a plus aucune ressources. Néanmoins, elle parvient à fonder une manufacture d'étoffes à Castres, qui va grandement se développer,. Rapidement, l'entreprise étend sa production à différents tissus comme les cuirs-laines, les casimirs et les castorines, ce qui va lui permettre de dominer le commerce régional de tissu. En 1758, les bénéfices s'élèvent à 4000 francs.
Retirée des affaires en 1790, c'est le plus jeune de ses fils qui reprend l'affaire et modernise l'usine par l'introduction de la filature du coton et le cardage de la laine. Anne Veaute meurt le 25 novembre 1794 à Castres,.

## Hommage
À Castres, une rue et un lycée professionnel portent son nom.
Son petit-fils, Louis-David Guibal, industriel dans le textile, fait accoler à son nom celui de sa grand-mère, devenant ainsi Louis-David Guibal AnneVeaute.

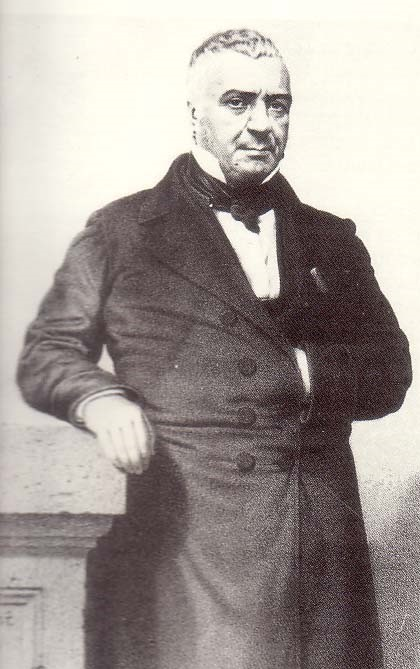
Louis-David Guibal AnneVeaute.